# Star Trek: Enterprise temporada 4
La quarta temporada de la sèrie de televisió estatunidenca de ciència-ficció Star Trek: Enterprise va començar a emetre's a UPN als Estats Units el 8 d'octubre de 2004 i va concloure el 13 de maig de 2005 després de 22 episodis. Ambientada al segle XXII, la sèrie segueix les aventures de la primera nau estel·lar de la Flota Estel·lar Enterprise, amb matrícula NX-01, i la seva tripulació. La quarta temporada va veure canvis a l'equip de producció, amb Manny Coto convertint-se en el productor creador. S'havia unit a l'equip durant la tercera temporada com a coproductor executiu. Altres canvis van incloure la incorporació dels novel·listes de Star Trek Judith i Garfield Reeves-Stevens com a guionistes.
La quarta temporada va ser l'última temporada de la sèrie, i la sèrie es va cancel·lar durant el rodatge de l'episodi "In A Mirror, Darkly". Després de la cancel·lació, els fans de la sèrie van fer protestes i van recaptar fons per pagar una cinquena temporada, però els seus esforços van ser infructuosos. "These Are The Voyages..." va ser l'episodi final de la sèrie i va obtenir el nombre més alt d'espectadors de la temporada segons Nielsen Media Research. Malgrat que els crítics van descriure la quarta temporada d'una manera més càlida, el final va ser mal rebut, i Rick Berman es va penedir més tard de la història. La sèrie va ser nominada a tres Premis Emmy per episodis de la quarta temporada, però l'únic premi guanyat va ser un als Millors Efectes Visuals per a una Sèrie de Radiodifusió als premis Visual Effects Society del 2005.

## Resum de la trama
Després de l'arc xindi de tota la temporada durant la tercera temporada, la quarta temporada va comprendre diversos arcs argumentals més curts. Aquests incloïen un resum de la història de la Guerra Freda Temporal que va començar amb l'episodi pilot, "Broken Bow". Altres arcs narratius cobrien les diferències entre els klíngons vistos a Enterprise, en comparació amb els vistos en sèries ambientades més tard a la línia de temps de Star Trek. Un dels oficials superiors de l' Enterprise mor durant una història andoriana. La temporada també va incloure un nombre més gran de referències a Star Trek: La Sèrie Original, amb esclaves d'Orió i humans modificats genèticament similars a Khan Noonien Singh apareixent en un arc narratiu en particular, que també va incloure el retorn de Brent Spiner a la franquícia Star Trek.

## Repartiment

### Repartiment principal
- Scott Bakula com a Capità Jonathan Archer
- Jolene Blalock com a T'Pol
- Connor Trinneer com a Comandant Charles "Trip" Tucker III
- Dominic Keating com a Tinent Malcolm Reed
- Linda Park com a Alferes Hoshi Sato
- Anthony Montgomery com a Alferes Travis Mayweather
- John Billingsley com a Doctor Phlox

### Repartiment convidat
- Gary Graham com a Ambaixador Soval (6 episodis)
- Jeffrey Combs com a Comandant Shran (5 episodis)
- Derek Magyar com a Comandant Kelby (5 episodis)
- Eric Pierpoint com a Harris (4 episodis)
- Brent Spiner com a Arik Soong / Tinent Comandant Data (només veu) (4 episodis)
- Vaughn Armstrong com a almirall Maxwell Forrest/capità Maximilian Forrest (3 episodis)
- Abby Brammell com a Persis (3 episodis)
- Michael Reilly Burke com a Koss (3 episodis)
- Robert Foxworth com a administrador V'Las (3 episodis)
- Ada Maris com a capitana Erika Hernandez (3 episodis)
- Brian Thompson com a almirall Valdore (3 episodis)
- Lee Arenberg com a ambaixador tellarita Gral (2 episodis)
- James Avery com a general K'Vagh (2 episodis)
- Joanna Cassidy com a T'Les (2 episodis)
- Adam Clark com a Josiah (2 episodis)
- Jack Donner com a sacerdot vulcanià (2 episodis)
- J. Michael Flynn com a Nijil (2 episodis)
- Adam Grimes com a Lokesh (2 episodis)
- Harry Groener com a Nathan Samuels (2 episodis)
- Peter Mensah com a Daniel Greaves (2 episodis)
- Alec Newman com a Malik (2 episodis)
- Richard Riehle com a Dr. Jeremy Lucas (2 episodis)
- John Rubinstein com a Ministre Kuvak (2 episodis)
- John Schuck com a Antaak (2 episodis)
- Geno Silva com a Senador Vrax (2 episodis)
- Terrell Tilford com a Marab (2 episodis)
- Johanna Watts com a Gannet Brooks (2 episodis)
- Peter Weller com a John Frederick Paxton (2 episodis)
- Matt Winston com a Agent Temporal Daniels (2 episodis)
- Kara Zediker com a T'Pau (2 episodis)
- Molly Brink com a tinent Talas (2 episodis)
- Jim Fitzpatrick com a comandant Williams (1 episodi)
- John Fleck com a Silik (1 episodi)
- Seth MacFarlane com a alferes Rivers (1 episodi)

## Episodis
A la taula següent, rls episodis es llisten per ordre d'emissió.
 
| Núm. total | Núm. de la temporada | Títol                          | Date                   | Direcció         | Guió                                                                                   | Data d'emissió original | Codi de prod. | Espectadors U.S. (milions) |
| --- | -------------------- | ------------------------------ | ---------------------- | ---------------- | -------------------------------------------------------------------------------------- | ----------------------- | ------------- | -------------------------- |
| 77 | 1                    | «Storm Front»                  | Desconegut             | Allan Kroeker    | Manny Coto                                                                             | 8 d'octubre de 2004     | 40358-077     | 2.89                       |
| Després de destruir l'arma xindi, l' Enterprise es troba al segle XX durant la Segona Guerra Mundial amb el nazis al control del nord-est dels EUA. |                      |                                |                        |                  |                                                                                        |                         |               |                            |
| 78 | 2                    | «Storm Front, Part II»         | Desconegut             | David Straiton   | Manny Coto                                                                             | 15 d'octubre de 2004    | 40358-078     | 3.11                       |
| Archer s'uneix a Silik per aturar els alienígenes Nazis, restaurar la línia de temps i acabar amb la Guerra Freda Temporal. |                      |                                |                        |                  |                                                                                        |                         |               |                            |
| 79 | 3                    | «Home»                         | Desconegut             | Allan Kroeker    | Mike Sussman                                                                           | 22 d'octubre de 2004    | 40358-079     | 3.16                       |
| L' Enterprise és benvinguda a casa després de salvar la Terra i la tripulació es pren unes vacances molt necessàries. Tucker i T'Pol visiten Vulcà on T'Pol ha de considerar casar-se amb Koss. Erika Hernandez esdevé capitana del Columbia i renova la seva amistat amb Archer. Phlox troba prejudicis a la Terra.                                                                               |                      |                                |                        |                  |                                                                                        |                         |               |                            |
| 80 | 4                    | «Borderland»                   | 17 de maig de 2154     | David Livingston | Ken LaZebnik                                                                           | 29 d'octubre de 2004    | 40358-080     | 3.18                       |
| Dr. Arik Soong restaura la seva relació amb els seus "fills" modificats genèticament. |                      |                                |                        |                  |                                                                                        |                         |               |                            |
| 81 | 5                    | «Cold Station 12»              | Desconegut             | Mike Vejar       | Alan Brennert                                                                          | 5 de novembre de 2004   | 40358-081     | 3.39                       |
| Una tripulació d'una estació espacial és segrestada mentre el Dr. Arik Soong i els seus Augments treballen per obtenir centenars d'embrions Augment amb l'esperança de crear una població Augment. |                      |                                |                        |                  |                                                                                        |                         |               |                            |
| 82 | 6                    | «The Augments»                 | 27 de maig de 2154     | LeVar Burton     | Mike Sussman                                                                           | 12 de novembre de 2004  | 40358-082     | 3.39                       |
| El Dr. Arik Soong es veu enderrocat com a "pare" dels Augmentats i Archer s'afanya a evitar la destrucció d'una colònia klingon. Com a resultat de les seves esperances frustrades de millorar els humans, Soong pren una nova direcció de recerca. |                      |                                |                        |                  |                                                                                        |                         |               |                            |
| 83 | 7                    | «The Forge»                    | Desconegut             | Michael Grossman | Garfield Reeves-Stevens & Judith Reeves-Stevens                                        | 19 de novembre de 2004  | 40358-083     | 3.15                       |
| L'ambaixada de la Terra a Vulcà és parcialment destruïda per una bomba, matant l'almirall Forrest. Archer i T'Pol viatgen a Vulcà a la recerca d'un presumpte grup terrorista culpat de l'explosió, del qual la mare de T'Pol és membre. |                      |                                |                        |                  |                                                                                        |                         |               |                            |
| 84 | 8                    | «Awakening»                    | Desconegut             | Roxann Dawson    | André Bormanis                                                                         | 26 de novembre de 2004  | 40358-084     | 3.38                       |
| Archer i T'Pol troben T'Pau i la mare de T'Pol i descobreixen que Archer porta la katra de Surak. |                      |                                |                        |                  |                                                                                        |                         |               |                            |
| 85 | 9                    | «Kir'Shara»                    | Desconegut             | David Livingston | Mike Sussman                                                                           | 3 de desembre de 2004   | 40358-085     | 3.19                       |
| Archer i T'Pol recuperen el Kir'Shara (artefacte de Surak) que provocarà grans canvis al món vulcanià. La síndrome de Pa'nar de T'Pol és curada per T'Pau. |                      |                                |                        |                  |                                                                                        |                         |               |                            |
| 86 | 10                   | «Daedalus»                     | Desconegut             | David Straiton   | Alan Brennert & Ken LaZebnik                                                           | 14 de gener de 2005     | 40358-086     | 3.03                       |
| El Dr. Emory Erickson, inventor del transportador, duu a terme un experiment a llarg abast per tal de recuperar el seu fill perdut. |                      |                                |                        |                  |                                                                                        |                         |               |                            |
| 87 | 11                   | «Observer Effect»              | Desconegut             | Mike Vejar       | Garfield Reeves-Stevens & Judith Reeves-Stevens                                        | 21 de gener de 2005     | 40358-087     | 2.76                       |
| Els organians posen a prova la tripulació de l' Enterprise observant les seves reaccions a una infecció mortal basada en silici. |                      |                                |                        |                  |                                                                                        |                         |               |                            |
| 88 | 12                   | «Babel One»                    | 12 de novembre de 2154 | David Straiton   | Mike Sussman & André Bormanis                                                          | 28 de gener de 2005     | 40358-088     | 2.53                       |
| Els andorians amenacen amb la guerra contra els tellarites després de ser aparentment atacats per una nau tellarita de camí a les converses comercials. |                      |                                |                        |                  |                                                                                        |                         |               |                            |
| 89 | 13                   | «United»                       | 15 de novembre de 2154 | David Livingston | S : Manny Coto T : Judith Reeves-Stevens & Garfield Reeves-Stevens                     | 4 de febrer de 2005     | 40358-089     | 2.81                       |
| Archer i Shran s'enfronten a un combat mortal mentre Archer intenta unir els andorians i els tellarites, que estan sent atacats mútuament per una nau romulana controlada a distància. |                      |                                |                        |                  |                                                                                        |                         |               |                            |
| 90 | 14                   | «The Aenar»                    | Desconegut             | Mike Vejar       | S : Manny Coto T : André Bormanis                                                      | 11 de febrer de 2005    | 40358-090     | 3.17                       |
| La nau dron romulana que va atacar els andorians està sota el control d'una Aenar, una raça derivada dels andorians. Archer i Shran uneixen forces per rescatar els aenar i aturar el complot romulà. |                      |                                |                        |                  |                                                                                        |                         |               |                            |
| 91 | 15                   | «Affliction»                   | 27 de novembre de 2154 | Michael Grossman | S : Manny Coto T : Mike Sussman                                                        | 18 de febrer de 2005    | 40358-091     | 3.17                       |
| Phlox és segrestat pels klíngons que busquen curar una malaltia causada per un intent de crear híbrids klingon/augment; les habilitats mentals de T'Pol creixen després que realitzi la seva primera fusió mental. |                      |                                |                        |                  |                                                                                        |                         |               |                            |
| 92 | 16                   | «Divergence»                   | Desconegut             | David Barrett    | Garfield Reeves-Stevens & Judith Reeves-Stevens                                        | 25 de febrer de 2005    | 40358-092     | 2.96                       |
| Amb l'ajuda de la Columbia, la tripulació de l' Enterprise s'enfronta a un sabotatge a la seva nau mentre persegueixen la veritat darrere del segrest de Phlox. La malaltia està curada, però les mutacions genètiques faran que molts klíngons semblin humans durant generacions. |                      |                                |                        |                  |                                                                                        |                         |               |                            |
| 93 | 17                   | «Bound»                        | 27 de desembre de 2154 | Allan Kroeker    | Manny Coto                                                                             | 15 d'abril de 2005      | 40358-093     | 2.56                       |
| Com a regal per negociar amb el Sindicat d'Orió, Archer rep tres esclaves d'Orió, però aquests "regals" tenen la seva pròpia agenda. Mentrestant, Trip i T'Pol arriben a un acord amb el vincle psíquic que s'ha creat entre ells. |                      |                                |                        |                  |                                                                                        |                         |               |                            |
| 94 | 18                   | «In a Mirror, Darkly»          | 13 de gener de 2155    | James L. Conway  | Mike Sussman                                                                           | 22 d'abril de 2005      | 40358-094     | 2.59                       |
| A l'univers mirall, el comandant Archer s'amotina contra el capità Forrest per capturar una futura nau terrestre trobada a l'espai tholià. |                      |                                |                        |                  |                                                                                        |                         |               |                            |
| 95 | 19                   | «In a Mirror, Darkly, Part II» | 18 de gener de 2155    | Marvin V. Rush   | S : Manny Coto T : Mike Sussman                                                        | 29 d'abril de 2005      | 40358-095     | 2.92                       |
| A l'Univers Mirall, Archer s'apodera del "Defiant" del segle XXIII dels tholians i l'utilitza en una nefasta presa de poder. |                      |                                |                        |                  |                                                                                        |                         |               |                            |
| 96 | 20                   | «Demons»                       | 19 de gener de 2155    | LeVar Burton     | Manny Coto                                                                             | 6 de maig de 2005       | 40358-096     | 3.01                       |
| Una facció xenòfoba de la humanitat amenaça de soscavar les converses per formar una nova coalició de planetes. |                      |                                |                        |                  |                                                                                        |                         |               |                            |
| 97 | 21                   | «Terra Prime»                  | 22 de gener de 2155    | Marvin V. Rush   | S : André Bormanis T : Manny Coto S/T : Judith Reeves-Stevens, Garfield Reeves-Stevens | 13 de maig de 2005      | 40358-097     | 3.80                       |
| Un líder aïllacionista humà amenaça de destruir el Comandament de la Flota Estel·lar si tots els extraterrestres no abandonen la Terra immediatament. La seva eina de negociació: un nadó clonat a partir d'ADN pertanyent a Trip i T'Pol. |                      |                                |                        |                  |                                                                                        |                         |               |                            |
| 98 | 22                   | «These Are the Voyages...»     | 47457.1                | Allan Kroeker    | Rick Berman & Brannon Braga                                                            | 13 de maig de 2005      | 40358-098     | 3.80                       |
| Dos segles en el futur, dos membres de la tripulació de l'USS Enterprise (NCC-1701-D) (el comandant William Riker i la consellera Deanna Troi) observen una creació d'holocubierta del viatge final de l' NX-01 l'any 2161 (sis anys després dels esdeveniments de "Terra Prime") mentre torna a la Terra per al seu desmantellament i la signatura de la carta de la Federació Unida de Planetes. |                      |                                |                        |                  |                                                                                        |                         |               |                            |

1. 1 2  Acreditat com Michael Bryant
2. ↑  realitzat durant "La Pegasus".

## Producció

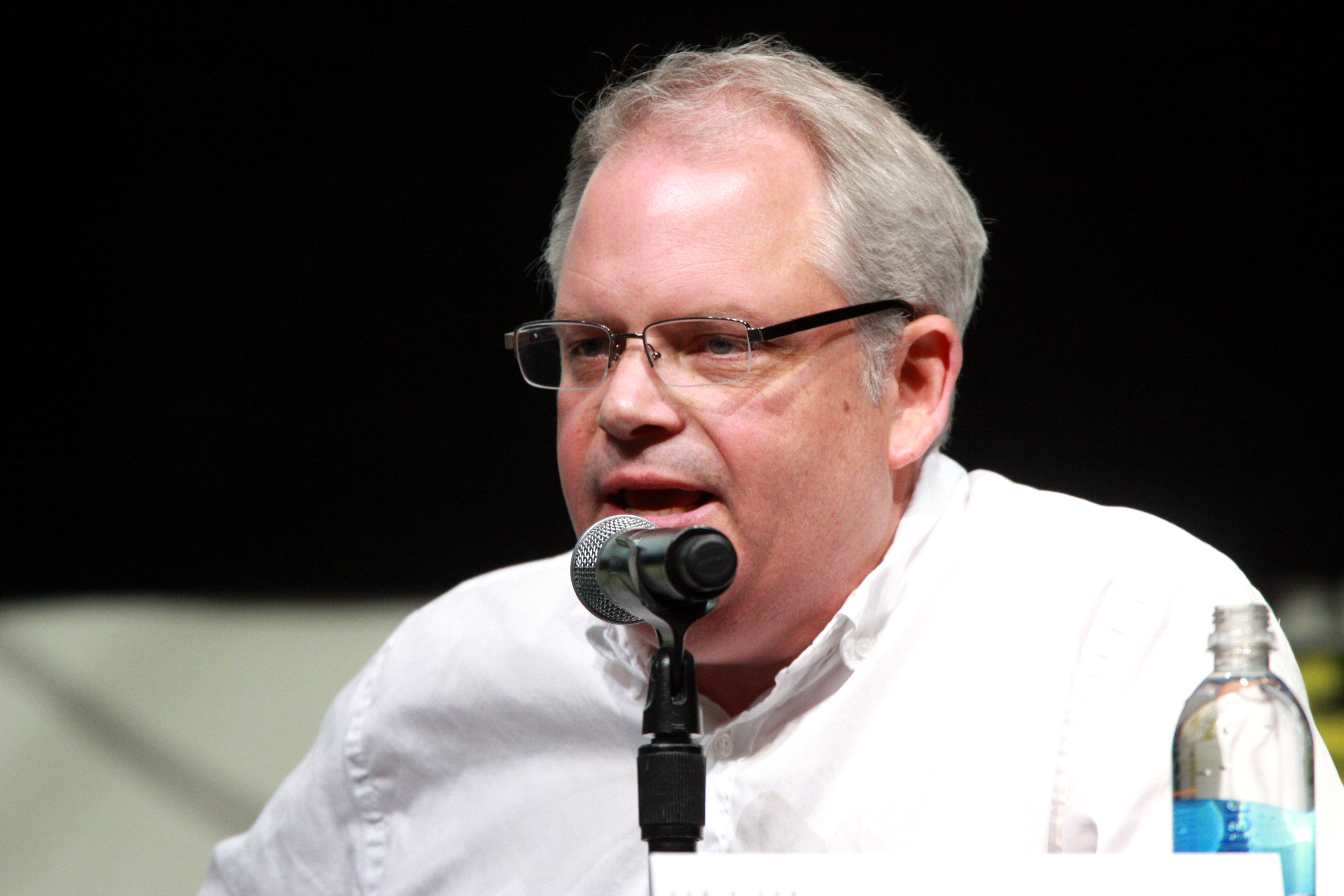
Manny Coto es va convertir en el productor creadora de la quarta temporada d'"Enterprise", després d'haver-s'hi incorporat com a coproductor executiu durant la tercera temporada.

La sèrie havia estat en risc de cancel·lació després de la tercera temporada. Però els titulars dels drets, Paramount Television, van reduir el cost per episodi que cobrava a la cadena UPN de 1,7 milions de dòlars per episodi a 800.000 dòlars. Posteriorment, es va canviar l'horari d'emissió i els episodis repetits es van traslladar als divendres a la nit a les 20:00 ET / 21:00 PT, amb el debut de la quarta temporada en aquella franja horària el 8 d'octubre de 2004. TV Guide va descriure la nova franja horària com "on la cadena pràcticament no atreia espectadors amb el que un executiu anomena 'vuitenes emissions de pel·lícules slasher'". Enterprise no va ser la primera sèrie de Star Trek que es va traslladar a una franja horària de divendres a la nit després d'una retallada pressupostària, ja que la tercera temporada de La sèrie original es va traslladar a una franja horària de les 22:00 ET on posteriorment va ser cancel·lada. Manny Coto va dir que les retallades pressupostàries es van veure compensades en gran part per l'estalvi de costos de filmar amb càmeres digitals.
La quarta temporada també va veure un canvi a l'equip de producció. Enterprise havia estat dirigida anteriorment pels creadors de la sèrie, Rick Berman i Brannon Braga, que també eren els productors executius. Manny Coto es va unir a l'equip de producció durant la tercera temporada com a coproductor executiu després del seu treball a la sèrie Odyssey 5. Els seus guions van ser ben rebuts, havent escrit episodis com "Similitude". Per a la quarta temporada, Coto va ser acreditat com a productor creador. Va explicar en una entrevista que "El que s'ha publicat, que Rick i Brannon s'han allunyat i jo m'he mudat, no és exactament cert. M'he mudat amb ells, per dir-ho d'alguna manera, així que tots tres dirigim el programa. En realitat, sóc més responsable d'escriure, suposo, tractant amb els guionistes i la 'sala d'escriptura', elaborant històries que Rick i Brannon aproven o no, o sobre les quals donin notes." Va explicar que el procés era que els tres presentessin històries junts i treballessin per donar-les cos.
Després del nomenament de Coto com a productor executiu, també va intentar fer canvis a l'equip de guionistes. Judith i Garfield Reeves-Stevens es van unir a l'equip, ja que anteriorment eren coneguts per escriure novel·les de "Star Trek". Aquests llibres incloïen col·laboracions amb William Shatner a les seves novel·les de Shatnervers. El seu primer episodi de televisió escrit per a "Star Trek: Enterprise" va ser la primera part de l'arc argumental previst de Vulcà a la quarta temporada, "The Forge". Van escriure diversos episodis més durant el transcurs de la temporada, incloent-hi "Observer Effect", "United", "Divergence" i "Terra Prime". La sèrie va continuar enllaçant amb la NASA, amb els astronautes Terry W. Virts i Michael Fincke apareixent com a enginyers a bord de l'Enterprise al final de la sèrie.

### Cancel·lació

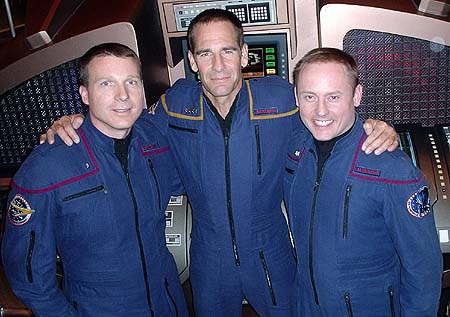
Scott Bakula amb els astronautes Terry W. Virts i Michael Fincke durant el rodatge de l'episodi final d'"Enterprise".

El 3 de febrer de 2005 es va anunciar que ""Enterprise"" havia estat cancel·lada. La notícia es va transmetre al repartiment i a l'equip el sisè dia de rodatge de la segona part de "In a Mirror, Darkly". Després de l'emissió de l'episodi final, "These Are the Voyages...", va ser la primera vegada en divuit anys que no hi havia nous episodis d'una sèrie de Star Trek programats per a l'emissió. Star Trek: Enterprise va ser el primer spin-off d'acció real de La sèrie original que va durar menys de set temporades. La festa de final de sèrie del repartiment i l'equip es va celebrar el 13 d'abril de 2005 al Hollywood Roosevelt Hotel.
El president de Paramount Network Television, David Stapf, va dir: "Els creadors, les estrelles i l'equip de Star Trek: Enterprise van mantenir amb ambició i orgull les bones tradicions de la franquícia Star Trek. Estem agraïts per les seves contribucions al llegat de "Trek" i els felicitem per completar gairebé 100 episodis emocionants, dramàtics i visualment impressionants. Tots nosaltres a Paramount ens acomiadem calorosament d' "Enterprise", i tots esperem amb il·lusió un nou capítol d'aquesta franquícia perdurable en el futur."
La cancel·lació d' "Enterprise" va ser protestada pels fans de la sèrie. Les accions van incloure al voltant d'un centenar de fans fent piquets a les portes de Paramount Studios. La resposta a la cancel·lació es va organitzar en llocs web com TrekUnited.com. Van recaptar diners que es pensaven utilitzar per a la nova programació de "Star Trek", 48.000 dòlars foren recaptats en el termini d'un mes des de la cancel·lació. El lloc web va intentar recaptar 32 milions de dòlars per pagar una cinquena temporada completa de la sèrie, però no va aconseguir apropar-se, només guanyant... uns 87.000 dòlars de donants generals, més 3 milions de dòlars de donacions anònimes d'inversors que treballen a la indústria americana dels vols espacials. També es van celebrar mítings a altres llocs del món, i es va publicar un anunci d'una pàgina sencera donant suport a l'espectacle a Los Angeles Times. Els diners van ser retornats després d'una campanya sense èxit, amb, segons sembla, només un contacte accidental entre TrekUnited i Paramount.

## Temes
La quarta temporada pretenia ser diferent de la sèrie anterior d' "Enterprise" en la manera com funcionaven els arcs argumentals. A la sèrie anterior hi havia la trama de la Guerra Freda Temporal, amb l'atac de Xindi al final de la segona temporada que va resultar en un arc argumental de tota la temporada durant la tercera temporada. En canvi, la quarta temporada es va dividir en diversos arcs més petits que s'havien planejat abans de l'inici de la temporada. El primer d'aquests arcs va ser una resolució de la llarga Guerra Freda Temporal, amb Braga afirmant que la intenció era "resoldre-la... d'una vegada per totes". Això també marcaria l'aparició final dels sulibans a "Enterprise", ja que estaven vinculats a aquesta història. Els episodis que van concloure la guerra freda no van revelar la identitat de la persona del futur que assessorava els sulibans. Braga va explicar en una entrevista de pretemporada que "Bé, ho hem estat debatent durant força temps, i deixaré aquesta qüestió oberta. Encara no ho hem decidit. Tenim algunes idees sobre ell, o ella, o això. Però encara no ens hem fixat en cap identitat. Encara és un interrogant". La identitat del "noi del futur" va ser revelada més tard per Braga a Twitter com Archer del futur.

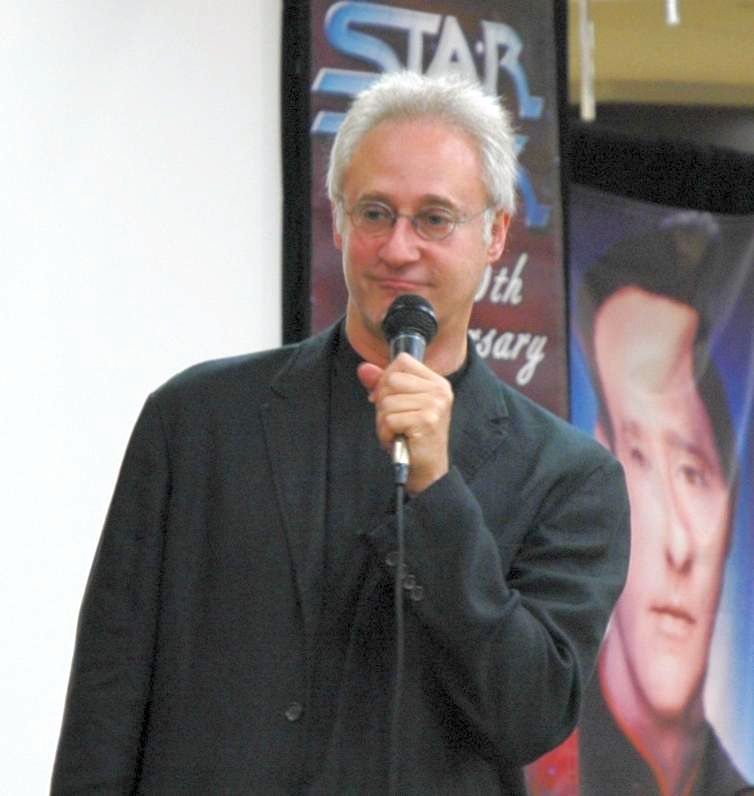
Brent Spiner va tornar a Star Trek per interpretar un avantpassat d'un dels seus personatges de La nova generació en un arc argumental dEnterprise.

Brent Spiner va tornar a la franquícia Star Trek, després d’interpretar anteriorment el personatge de Data a Star Trek: La nova generació. A Enterprise va interpretar el paper del Dr. Arik Soong, un avantpassat del creador de Data. Coto va comparar el personatge amb Hannibal Lecter i va parlar de la por que inspirava a les autoritats humanes durant l'època d' Enterprise a causa de les accions de Soong relacionades amb la genètica il·legal. La història incloïa diverses referències a "La sèrie original", com ara els superhomes genètics a l'estil de Khan Noonien Singh, tal com es va veure per primera vegada a l'episodi "Llavor espacial" i més tard a la pel·lícula de 1982, "Star Trek 2: La còlera del Khan". El primer episodi d'aquest arc argumental d' "Enterprise" també va veure la reaparició de les esclaves d'Orió, tal com es va veure al primer pilot de "Star Trek", "La gàbia". Coto va atribuir això a la seva idea per a la quarta temporada dient: "El que realment volia fer aquesta temporada és fer els episodis que jo, com a fan de Star Trek, hauria de veure. Saps, com a fan de la sèrie original, si sentís que estaven fent els esclavistes d'Orió i les Guerres Eugenètiques, hauria d'estar davant d'aquell televisor".
Els productors també van intentar resoldre els problemes amb la diferència entre Enterprise i les altres sèries. Un d'aquests van ser les accions i actituds dels vulcanians; Coto va dir que «hi ha una diferència entre els vulcanians de la nostra era i els vulcanians d'èpoques posteriors. Els nostres vulcanians menteixen, els nostres vulcanians són monolítics, els nostres vulcanians no són pacifistes». La història dels vulcanians vista a "The Forge", "Awakening" i "Kir'Shara" va ser comparada amb la Reforma Protestant per Coto. L'arc també va reintroduir el personatge de T'Pau, que havia estat vist anteriorment a l'episodi «L'època de l'Amok» de «La sèrie original». Per a "Awakening", una versió més jove del personatge va ser interpretada per Kara Zediker.

## Recepció

### Qualificacions
Després del canvi a una franja horària de divendres al vespre, Enterprise estava pujant directament al nivell dels episodis de Stargate SG-1 al Sci Fi Channel. Les qualificacions generals de Nielsen Media Research va situar el programa en el lloc 150 de la temporada. La temporada va començar amb un índex d'audiència del 2,0/4 per cent per a la primera part de "Storm Front", però les qualificacions més baixes de la sèrie es van rebre per l'episodi de mitja temporada "Observer Effect". Cinc altres episodis van igualar les qualificacions del 2,0/4 per cent de "Storm Front", mentre que "Cold Station 12", "The Augments" i "Kir'Shara" van rebre cadascun una audiència del 2,1/4%. Les audiències més altes de les temporades van ser per al final de la sèrie, "These Are The Voyages...", que va obtenir un índex d'audiència del 2,4/4%. Rick Berman va atribuir la caiguda de les audiències rebudes per la sèrie a diversos elements, dient: "La sèrie sens dubte va tenir un gran començament. Va rebre molt bones crítiques i va tenir una gran audiència durant els primers sis episodis i després va començar a decaure. Podria assumir-ne la culpa. Podria culpar els guions. Podria culpar la fatiga de la franquícia. No sé per què no va funcionar".

### Crítiques
Els enllaços a La sèrie original van ser vistos com a millores positives a Star Trek: Enterprise pels crítics, incloent-hi elements com l'aparició de l'univers mirall i les esclaves d'Orió. Altres arcs argumentals elogiats van ser l'arc d'Augment amb Brent Spiner i el retorn dels superhomes genètics que es van fer famosos gràcies a Khan de Ricardo Montalbán a "La sèrie original". Phillip Chung d'AsianWeek va lamentar la pèrdua de la sèrie, perquè considerava que havia millorat amb el temps i a causa de la postura progressista contínua de la franquícia en mostrar les minories racials fora dels estereotips normals.
El 2019, CBR va classificar la temporada 4 de Star Trek: Enterprise com la 19a millor de 31 temporades de totes les sèries de "Star Trek" en aquell moment, i va dir que, tot i que va ser una temporada forta, "hi va haver alguns errors importants".

#### "These Are the Voyages..."
La resposta de la crítica a l'episodi final, "These Are the Voyages..." va ser majoritàriament negativa. Per exemple, el Wisconsin State Journal el va descriure com "sens dubte el pitjor final de sèrie de la història". L'episodi presentava una simulació de l’holocoberta a l'USS Enterprise (NCC-1701-D)|USS Enterprise (NCC-1701-D)]] de Star Trek: La nova generació durant els esdeveniments de l'episodi "La Pegasus" el retorn del comandant William Riker (Jonathan Frakes) i la consellera Deanna Troi (Marina Sirtis). Va ser escrit per Berman i Braga, que van respondre a les crítiques negatives de l'episodi dient "Heu de recordar que en circumstàncies normals la majoria de la gent probablement hauria pensat que aquest era un episodi molt interessant perquè té un gran concepte que el guia". Berman va dir més tard: "Mai ho hauria fet si hagués sabut com reaccionaria la gent".
Iain Miller de The Independent on Sunday va criticar l'aparició dels dos personatges de La nova generació al final, dient: "Va ser com veure un gran velocista que ara s'ha engreixat caient pla a terre mentre corria cap a un autobús". La crítica també va comparar l'ús de l’holocoberta a l'episodi com l'equivalent de Star Trek de la novena temporada de Dallas, que es va revelar que era un somni de Pam Ewing al final. Thomas Connor de The Chicago Sun-Times va donar mitja estrella al final a la seva crítica, dient que la mort de Charles "Trip" Tucker III va ser "la mort més anticlimàtica i dramàticament inútil de la història de la franquícia".
El Boston Herald va descriure l'episodi com un dels millors maneres de decebre els fans durant el 2005, dient que "va resultar ser una oda inapropiada a Star Trek: La nova generació." Un avançament de l'episodi al Daily Herald de Ted Cox suggeria que "mai es podria esbrinar si estava destinat a atraure els trekkies devots o un públic general. En alienar tots dos, no va atraure a cap dels dos."

### Premis
Els episodis de la quarta temporada dEnterprise van rebre tres nominacions als Premis Emmy del 2005. L'equip de perruqueria/estilista va ser nominat a Millor Perruqueria d'una Sèrie pel seu treball a l'episodi "In A Mirror, Darkly", però va perdre contra l'equip a Deadwood. Vince Deadrick Jr va ser nominat a Millor Coordinació d'Acrobàcies pel seu treball als episodis "Borderland" i "Cold Station 12", però va ser superat per Matt Taylor a 24. La tercera nominació no va ser per a un episodi específic, sinó per a tota la temporada, amb l'equip de maquillatge nominat a Millor maquillatge protètic per a una sèrie, minisèrie, pel·lícula o especial. El premi va anar a The Life and Death of Peter Sellers de HBO. La sèrie va ser nominada al Millor Sèrie de Televisió als 31ns Premis Saturn, però va perdre davant Lost.
La segona part de "Storm Front" va ser guardonada amb el premi als millors efectes visuals per a una sèrie de radiodifusió als premis de la Visual Effects Society del 2005. Ronald D. Moore va rebre el premi en nom de l'equip de producció. La dogfight sobre la ciutat de Nova York que es veu en aquell episodi també va ser nominada a Millor entorn creat en un programa de transmissió d'acció en directe, però va perdre contra la seqüència inicial de la sèrie de televisió Spartacus.

## Informació als mitjans
Després del final de la sèrie, la quarta temporada es va publicar en DVD abans de finals del 2005. També es va incloure en un conjunt complet que contenia les quatre temporades de la sèrie.
| Star Trek: Enterprise – Temporada 4 | | | |
| Detalls | Detalls | Continguts especials | Continguts especials |
| - 22 episodis - Conjunt de 6 discs - Relació d'aspecte 1:85:1 - Subtítols: danès, neerlandès, anglès, anglès per a persones amb discapacitat auditiva, francès, alemany, italià, noruec, castellà, suec - anglès (Dolby Digital 5.1 i 2.0 Surround), francès, alemany, italià i castellà (Dolby Digital 2.0 Surround) | - 22 episodis - Conjunt de 6 discs - Relació d'aspecte 1:85:1 - Subtítols: danès, neerlandès, anglès, anglès per a persones amb discapacitat auditiva, francès, alemany, italià, noruec, castellà, suec - anglès (Dolby Digital 5.1 i 2.0 Surround), francès, alemany, italià i castellà (Dolby Digital 2.0 Surround) | DVD i Blu-ray: - Moments d'Enterprise: Temporada 4 - Dins dels episodis de "Mirall" - Màgia dels efectes visuals - Enllaços al llegat - Això és tot - Secrets d'Enterprise - Preses eliminades - Comentari d'àudio: "In a Mirror, Darkly, Parts I & II" i "Terra Prime" - Comentari de text: "The Forge", "In a Mirror, Darkly, Part II" i "These Are The Voyages..." - Escenes eliminades: "Storm Front", "The Aenar" i "In a Mirror, Darkly, Part II". Blu-Ray: - Abans del seu temps: Desmantellant l'Enterprise - En conversa: Escrivint Star Trek Enterprise | DVD i Blu-ray: - Moments d'Enterprise: Temporada 4 - Dins dels episodis de "Mirall" - Màgia dels efectes visuals - Enllaços al llegat - Això és tot - Secrets d'Enterprise - Preses eliminades - Comentari d'àudio: "In a Mirror, Darkly, Parts I & II" i "Terra Prime" - Comentari de text: "The Forge", "In a Mirror, Darkly, Part II" i "These Are The Voyages..." - Escenes eliminades: "Storm Front", "The Aenar" i "In a Mirror, Darkly, Part II". Blu-Ray: - Abans del seu temps: Desmantellant l'Enterprise - En conversa: Escrivint Star Trek Enterprise |
| Dates de Llançament | | | |
| DVD | DVD | Blu-ray | Blu-ray |
| Regió 1 | Regió 2 | Estats Units (sense regió) | Regne Unit (sense regió) |
| 1 de novembre de 2005 | 31 d'octubre de 2005 | 1 d'abril de 2014 | 14 d'abril de 2014 |